# Бондар Алла Григорівна
Алла Григорівна Бо́ндар (12 травня 1921, Цибулів — 6 жовтня 1981, Київ) — радянський вчений-хімік, державний діяч. Міністр освіти УССР (1962—1967). Засновниця кафедри кібернетики хіміко-технологічних процесів Хіміко-технологічного факультету НТУУ «КПІ». Депутат Верховної Ради УРСР 6-го скликання.

## Біографія
Народилася 12 травня 1921 року в селі Цибулів Черкаської області. Українка. Після закінчення школи в 1938 році дівчина вступає на факультет хімічного машинобудування Київського індустріального інституту. У 1941 році разом з інститутом евакуюється до міста Ташкента, де стає студенткою механічного факультету Середньо-Азійського індустріального інституту, який закінчує в наступному році без захисту дипломного проєкту.
У жовтні 1942 року Алла Бондар добровільно вступає до лав Червоної Армії. Спочатку — вона курсант спеціальної військової школи № 3, а з березня 1943 року — у лавах діючої армії. Бойовий шлях молодший лейтенант адміністративної служби А. Г. Бондар пройшла інспектором шифрувальної служби оперативної групи штабу партизанського руху на Західному, а потім на Третьому Білоруському фронтах. Після відвоювання Білорусі А. Г. Бондар було направлено в розпорядження Київського військового округу, а потім призначено на посаду викладача військової кафедри Київського політехнічного інституту.
У 1946 році А. Г. Бондар знову стає студенткою КПІ, захищає дипломний проєкт і в лютому 1947-го одержує диплом з відзнакою. Далі — робота в КПІ, аспірантура, захист кандидатської дисертації (1952), присвоєння звання доцента (1958). З вересня 1958 до березня 1960 року А. Г. Бондар — заступник міністра, з березня 1960 до травня 1962 року — перший заступник вищої і середньої спеціальної освіти УРСР. 22 травня 1962 — 3 січня 1967 року — міністр освіти Української РСР.
У 1967 році повертається до КПІ й очолює невеликий колектив ентузіастів на кафедрі технології неорганічних речовин та мінеральних добрив. Коли в січні 1974 року було організовано кафедру кібернетики хіміко-технологічних процесів, її завідувачем стала Алла Григорівна Бондар. Вона зуміла згуртувати однодумців, які вчили студентів і навчалися самі. Тоді ж було підготовлено перші курси лекцій — «Обчислювальна техніка в інженерних розрахунках» та «Математичне моделювання в хімічній технології» (останній як підручник А. Г. Бондар видала в 1973 році, а в 1974 році його удостоєно срібної медалі ВДНГ СРСР).
Випуск молодих фахівців збагатив колектив кібернетиків новим досвідом, який був закріплений у навчально-методичних посібниках і книгах:
- «Планування експерименту в хімічній технології» (А. Г. Бондар, Г. О. Статюха);
- «Планування експерименту при оптимізації процесів хімічної технології» (А. Г. Бондар, Г. О. Статюха, I.О.Потяженко)
- «Обчислювальна математика в хімії і хімічній технології» (С. В. Брановицька, Р. Б. Медведєв, Ю. Я. Фіалков).

Особливий успіх випав на долю вже згаданого підручника А. Г. Бондар — його було представлено на отримання нею ступеня доктора технічних наук.

Могила Алли Бондар

Поступово на кафедрі під керівництвом А. Г. Бондар складаються декілька наукових напрямків, розвиток яких привів до створення в 1976 році галузевої науково-дослідницької лабораторії «Проектування типового програмного забезпечення». Першим головним замовником робіт було Дослідно-конструкторське бюро автоматики Міністерства хімічної промисловості СРСР під керівництвом Ю. М. Лужкова. Для нього було виконано ряд найважливіших народногосподарських робіт. Їх результати відображені в монографіях «Системне проектування хіміко-технологічних комплексів» (Київ, «Техніка», 1983 р.) та «АСКТП в металургії» (Москва, «Металургія», 1987) за участю Г. О. Статюхи та Р. Б. Медведєва.
Міцне становище лабораторії, стійке фінансування з боку Мінхімпрому СРСР, постійні замовлення, кваліфіковане керівництво та ентузіазм виконавців давали відмінні результати. Статті в престижних журналах, виступи на конференціях, підручники та монографії, захист дисертацій заклали міцний фундамент нової в Україні наукової школи — кібернетики хіміко-технологічних процесів.
Алла Бондар автор та співавтор понад 100 наукових робіт, підручників, монографій.
Померла 6 жовтня 1981 року. Похована в Києві на Байковому кладовищі.

## Нагороди
Аллу Григорівну Бондар було удостоєно 12-ти урядових нагород, серед них два ордена Трудового Червоного Прапора (7.03.1960) та медалі.